# Platynectes wewalkai
Platynectes wewalkai är en skalbaggsart som beskrevs av Stastný 2003. Platynectes wewalkai ingår i släktet Platynectes och familjen dykare. Inga underarter finns listade i Catalogue of Life.